# Юлдашево (Аургазинський район)
Юлда́шево (рос. Юлдашево, башк. Юлдаш) — присілок у складі Аургазинського району Башкортостану, Росія. Входить до складу Семенкинської сільської ради.
Населення — 60 осіб (2010; 91 в 2002).
Національний склад:
- башкири — 98%